# Kemferol
Kemferol – organiczny związek chemiczny pochodzenia naturalnego, należący do flawonoidów. Ze względu na obecność przy węglu C3 grupy hydroksylowej zaliczany jest do pochodnych flawonolu. W cząsteczce kemferolu występują jeszcze trzy takie grupy – w pozycjach 5, 7 i 4′. Szeroko rozpowszechniony w świecie roślinnym, obecny w liściach herbaty, kwiatach tarniny, kwiatach ostróżeczki polnej. Często występuje jako aglikon glikozydów. Wykazuje działanie spazmolityczne, przeciwzapalne, przeciwalergiczne i przeciwgrzybicze.
Wpływa także na kiełkowanie ziaren pyłku i wzrost łagiewek pyłkowych w kukurydzy i petunii (Petunia hybrida).